# 秦祥林
秦祥林（英語：Charlie Chin，1945年5月19日—），香港、臺灣電影演員，香港长大，生於南京，祖籍湖北黃岡。

## 生平
秦祥林在1952年隨父母從南京逃難至香港調景嶺生活，就讀該木屋區的克難小學。他12歲時到台灣求學，在復興劇藝實驗學校學習平劇，是第一屆學生，按字輩起名為秦復林，所學的行當為武生，專長樂器是月琴。他在校時跑了八年龍套，節奏感不佳，于是頗為自卑。然而他當時所練習的基本功，倒是為其後演出電影打下良好的基礎。
1968年秦祥林劇校畢業後，返回香港拍了一些武打片，但始終默默無聞。在香港期間曾經在國泰電影公司、電懋電影公司演出。直到1973年到台湾，由當代紅遍台港日東南亞的玉女巨星甄珍提攜下，秦祥林首次擔任男主角所主演的《心有千千结》後一夕成名，兩人再度合作《一簾幽夢》《婚姻大事》後，秦祥林更是爆紅後才逐漸開展了二秦二林文藝片時期。
《雪花片片》使他獲得了第20屆亚洲影展演技優秀男主角獎。當時的故事題材主要是瓊瑤的愛情小說。
他曾與甄珍、蕭芳芳、林青霞、沈殿霞等人合作，並且是銀色鼠隊的成員之一。及後，秦祥林曾經分別在1975年（第十二屆金馬獎）和1977年（第十四屆金馬獎）憑著《長情萬縷》和《人在天涯》獲得最佳男主角。感情方面，他曾與蕭芳芳維持了三年的婚姻。（1975年結婚，1977年協議分居，1978年完成當時香港法律上分居期滿的離婚程序）1980年9月5日。秦祥林与林青霞在美国旧金山宣布订婚，1984年由林青霞提出解除婚约。現在已經再婚並育有二子，居於美國洛杉磯，現是園藝專家，種植生果。
三廳電影全盛時期，秦祥林與秦漢、林青霞、林鳳嬌，合稱「二秦二林」。2013年11月23日，秦祥林接受臺北金馬影展執行委員會邀請擔任第50屆金馬獎終身成就獎頒獎嘉賓。

## 演出作品

### 電影
| 年代   | 片名                                   | 角色          |
| ------ | -------------------------------------- | ------------- |
| 1968年 | 《夏日初戀》                           |               |
| 1969年 | 《黑豹》                               |               |
| 1969年 | 《一劍情深》                           |               |
| 1969年 | 《蓮花寨》                             |               |
| 1969年 | 《龍吟虎嘯》                           |               |
| 1969年 | 《楓林渡》                             |               |
| 1970年 | 《異鄉客》                             |               |
| 1970年 | 《火鳥第一號》                         |               |
| 1970年 | 《壯士血》                             |               |
| 1970年 | 《我愛莎莎》                           |               |
| 1970年 | 《雪路血路》                           |               |
| 1971年 | 《浪子之歌》                           |               |
| 1971年 | 《財色驚魂》                           |               |
| 1971年 | 《無敵鐵沙掌》                         |               |
| 1972年 | 《男人女人》                           |               |
| 1972年 | 《珮詩》                               |               |
| 1972年 | 《騙術大觀》                           |               |
| 1972年 | 《輕煙》                               | 裘令          |
| 1972年 | 《三十六彈腿》                         |               |
| 1973年 | 《心有千千結》                         | 耿若塵        |
| 1973年 | 《女警察》                             |               |
| 1973年 | 《追殺》                               |               |
| 1973年 | 《大密探》                             |               |
| 1974年 | 《廣島廿八》                           |               |
| 1974年 | 《長情萬縷》                           | 林維揚        |
| 1974年 | 《一簾幽夢》                           | 楚濂          |
| 1974年 | 《雪花片片》                           |               |
| 1974年 | 《純純的愛》                           | 李愛芳        |
| 1974年 | 《我父、我夫、我子》                   |               |
| 1974年 | 《半山飄雨半山晴》                     |               |
| 1974年 | 《婚姻大事》                           | 陳堯          |
| 1974年 | 《純情》                               | 魏海音        |
| 1974年 | 《晴時多雲偶陣雨》(又名：好女十八變)   | 岳豪          |
| 1974年 | 《雨中行》(又名：雨中漫步)             |               |
| 1974年 | 《東邊晴時西邊雨》                     | 王大可        |
| 1975年 | 《西貢、台北、高雄》                   |               |
| 1975年 | 《我心深處》                           | 龍小江        |
| 1975年 | 《戰地英豪》                           |               |
| 1975年 | 《煙雨》                               | 林義章        |
| 1975年 | 《金雲夢》                             |               |
| 1975年 | 《長青樹》                             | 陸長榮        |
| 1975年 | 《女朋友》                             | 高淩風        |
| 1976年 | 《追球.追求》                          | 葉仁傑        |
| 1976年 | 《情話綿綿》                           | 黎明          |
| 1976年 | 《夏日、假期、玫瑰花》                 | 吳宗勇        |
| 1976年 | 《微風細雨點點晴》(又名：奪愛)         | 方子威        |
| 1976年 | 《秋歌》                               | 殷超凡        |
| 1976年 | 《我是一沙鷗》                         | 程傑          |
| 1976年 | 《今夜妳和我》(又名：就從今夜起)       | 方華倫        |
| 1976年 | 《明天二十歲》                         | 念祖          |
| 1976年 | 《不一樣的愛》(又名：愛的花蕾)         | 文星雨        |
| 1976年 | 《星期六的約會》                       | 陳德光        |
| 1977年 | 《異鄉夢》                             | 陸啟亮        |
| 1977年 | 《我是一片雲》                         | 孟樵          |
| 1977年 | 《人在天涯》                           | 高志遠        |
| 1977年 | 《愛的賊船》                           | 賀立群        |
| 1977年 | 《奔向彩虹》                           | 羅敬晨        |
| 1977年 | 《風雲人物》                           |               |
| 1977年 | 《杜鵑花開時》                         | 柯偉          |
| 1977年 | 《彩雲在飛躍》                         | 何志高        |
| 1977年 | 《不要在街上吻我》(又名：留學生)       |               |
| 1977年 | 《佳期.假期》                          |               |
| 1977年 | 《愛情雨花開》                         | 秦萬里        |
| 1977年 | 《情深愛更深》                         | 秦凱          |
| 1977年 | 《手足情深》(又名：拳王、情人、大律師) | 秦正漢        |
| 1978年 | 《真白蛇傳》                           | 許仙          |
| 1978年 | 《情竇初開》                           | 林權          |
| 1978年 | 《踩在夕陽裡》                         | 喬克塵        |
| 1978年 | 《金木水火土》                         |               |
| 1978年 | 《又是黃昏》                           | 余夢湖        |
| 1978年 | 《月朦朧鳥朦朧》                       | 韋鵬飛        |
| 1978年 | 《男孩與女孩的戰爭》                   | 徐牧          |
| 1978年 | 《說謊世界》                           |               |
| 1979年 | 《一個女工的故事》                     | 林若可        |
| 1979年 | 《昨日雨瀟瀟》                         | 史克平        |
| 1979年 | 《摘星》                               | 高烈          |
| 1979年 | 《成功嶺上》                           | 連長 - 紀鐵生 |
| 1979年 | 《難忘的一天》                         | 沙孟雄        |
| 1979年 | 《一片深情》(又名：故人.風雨)          | 高寧          |
| 1979年 | 《落花、流水、春去也》                 | 馮麥柯        |
| 1980年 | 《皇天后土》                           | 沈毅夫        |
| 1980年 | 《愛的小草》                           |               |
| 1980年 | 《晚間新聞》                           | 唐世彥        |
| 1981年 | 《愛殺》                               | Louie         |
| 1981年 | 《海軍與我》                           |               |
| 1981年 | 《凶榜》                               | 張勁強        |
| 1982年 | 《血戰大二膽》                         |               |
| 1982年 | 《殺出西營盤》                         | 高達夫        |
| 1983年 | 《最長的一夜》                         |               |
| 1983年 | 《奇謀妙計五福星》（台譯:五福星）      | 凡士林        |
| 1984年 | 《神勇雙響炮》                         | 客串-清潔員   |
| 1984年 | 《上天救命》                           | 殺手          |
| 1985年 | 《福星高照》                           | 花旗參        |
| 1985年 | 《夏日福星》                           | 花旗參        |
| 1986年 | 《八二三炮戰》                         |               |
| 1986年 | 《日內瓦的黃昏》                       |               |
| 1987年 | 《東方禿鷹》                           | 司徒俊        |
| 1988年 | 《大飯店》                             |               |
| 1988年 | 《褲甲天下》                           |               |
| 1988年 | 《亡命鴛鴦》                           |               |
| 1992年 | 《五福星撞鬼》                         | 花旗參        |

### 電視劇
| 年份   | 劇名         | 角色   |
| ------ | ------------ | ------ |
| 1985年 | 《第四代》   | 鍾宏達 |
| 1986年 | 《金色山莊》 | 鐘思齊 |
| 1987年 | 《喜從天降》 |        |

## 獎項

### 金馬獎
| 年份   | 頒獎典禮     | 獎項       | 作品         | 角色   | 結果 |
| 1975年 | 第12屆金馬獎 | 最佳男主角 | 《長情萬縷》 | 林維揚 | 獲獎 |
| 1977年 | 第14屆金馬獎 | 最佳男主角 | 《人在天涯》 | 高志遠 | 獲獎 |

## 外部連結
- 開眼電影網：秦祥林 （页面存档备份，存于）
- 友緣相聚 秦祥林 （页面存档备份，存于）
- 中文電影資料庫─秦祥林 （页面存档备份，存于）
- 秦祥林在互联网电影资料库（IMDb）上的資料（英文）
- 秦祥林在香港影庫上的簡介